# Симпозиум
Симпозиум в древността е пир, банкет, угощение. Модерното значение на думата е за конференции с обмяна и консумация на (научни) идеи.

## Съвременна употреба
Причината думата да се използва за предимно конференции, на които става обмяна и консумация на академични идеи, произлиза от факта, че през миналите няколко века на такива форуми са се събирали предимно мъже. Думата е запазила значението си само като обозначаване на съвместната поза: анатомична и интелектуална, тъй като се допускат жени и няма гастрономични ексцеси. Някои от тези симпозиуми също имат почерпки, но това не е характерното за истинските древни пирове гуляене.

## Произход
Думата произлиза от гръцки συμ-πόσιον τό (представката сим- означаваща съвместност) и πόσις, εως,– чаша,напитка; и идеята е пир, пиршество, съвместна трапеза . В Древна Гърция и в Древен Рим трапезариите (триклиний) са били оборудвани с лежанки и храненето е ставало в полулегнало състояние. Гостите са били канени да легнат да ядат, а не да седнат на масата, с изключение на младежите, които седяли или стояли прави. Еленистична традиция, симпозиумът е бил пренесен в Италийските земи и е бил възприет първо от етруските, а после и от наследниците им – римляните. Симпозиумите в древността са били предимно угощения на мъже, смята се, че култът към Дионисий е в основата на симпозиумите. Гостите са се събирали в „мъжката част“ на дома, като само робини са били допускани, за да сервират или развличат пируващите. С развитие на обществата жените също са се включвали в такива събития.

## Социално значение в античността
Банкетите са били арена на социален и политически дискурс през последните 10 – 15 хилядолетия: времето на запазената историческа памет в археологичните пластове, намерени до днес. След банкет, Парис открадва Хубавата Елена и след съвместната тайна вечеря Юда предава Христос. Митологичните предания на древните често се развиват на банкети на богове и митични герои.
Съвместното хранене е характерна черта на много човешки култури,  се разрешават конфликтите на деня и се заздравяват приятелства.
През време на тези древни пирове и симпозиуми са се състояли всевъзможни неприемливи за днешното усещане за благоприличие действия.
Най-честото е било пиянство до обезумяване, следвано от повръщането във вомиторий (съд или помещение за повръщане) на преядената храна. На снимката по-долу е показана червенофигурна древногръцка паница с изобразено момче (ефеб), помагащо на пируващ да повърне. В древния Рим симпозиумите са били начало на среднощни оргии като най-прочутите са тези на императорите Калигула и Нерон.

## Съвременно значение
Важни събития, като приеми на посланици и подписване на държавни споразумения, стават на банкети или биват последвани от угощение. Дипломатическите среди в стремежа си да покажат уважение към госта, а най-вече към собствената си нация устройват пищни приеми на държавници и в действителност държавните вечери, а не съвременните симпозиуми са наследници на тези древногръцки и римски симпозиуми. Държавният протокол на много държави изисква такива приеми. Няма информация за нация, която да не включва угощението в дипломатическия си протокол. Белият дом държи на постоянна работа персонал от 5 постоянни готвачи, готови да посрещнат от 140 до 1000 гости за вечеря.
На снимката е вечеря на новоизбраната британска първа дама – премиерката Маргарет Тачър – у семейство Картър в Белия дом в края на мандата на Джими Картър, 17 декември 1980 г.
- Маргарет Тачър на вечеря у сем. Картър. 17 декември 1980
- Готвачите на президента Рейгън, 1981
- Путин и Жак Ширак в „Русская рыбалка“, 2001